# Apostates
Apostates Lander é um género botânico pertencente à família Asteraceae.

## Espécies
O gênero apresenta três espécies:
- Apostates albiclathrata
- Apostates rapae
- Apostates solitaria